# Mosteiro de Santa Maria de Aciveiro

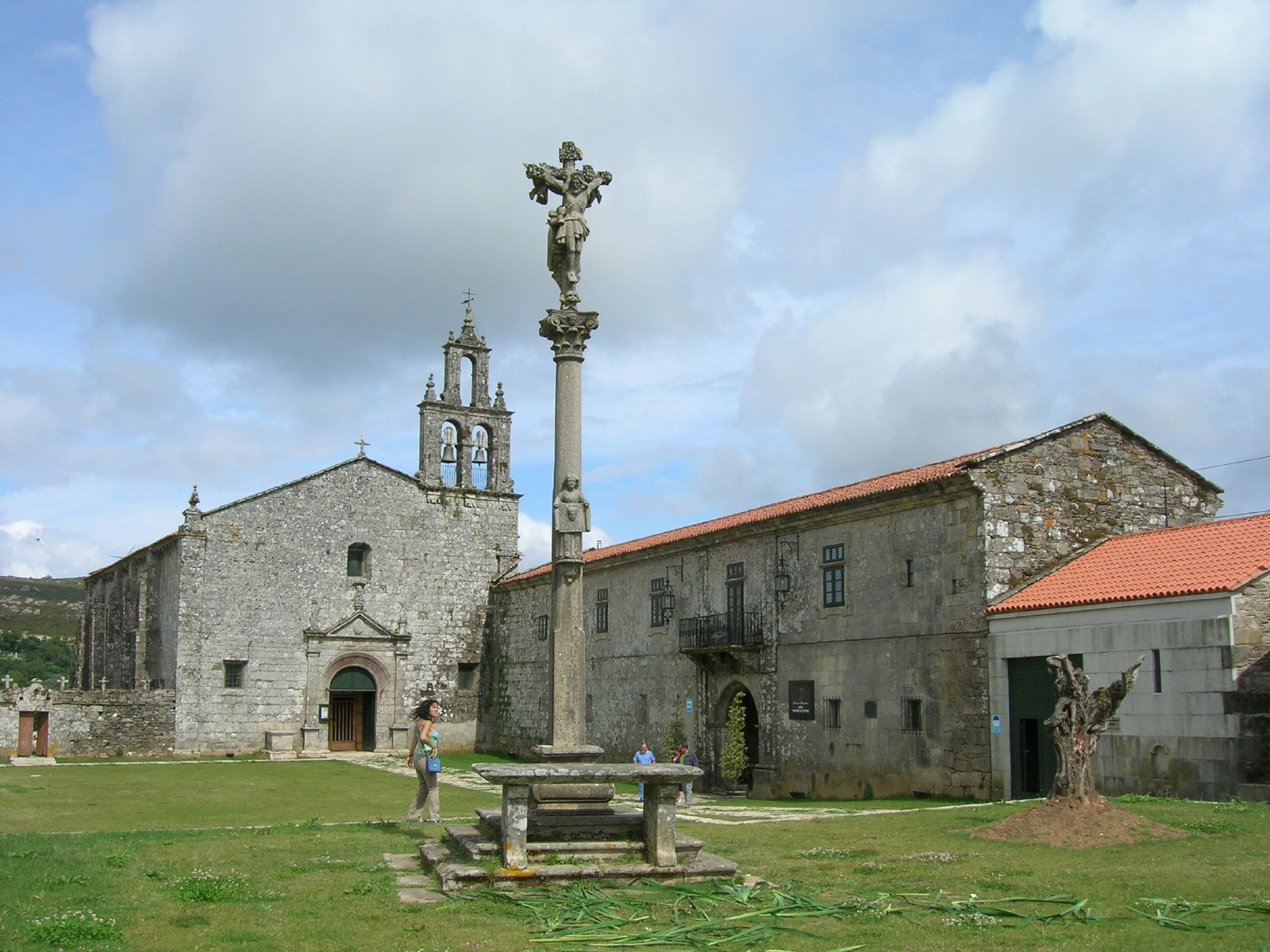
Mosteiro de Santa Maria de Aciveiro

Santa María de Aciveiro é um mosteiro medieval beneditino que vertebrou a vida econômica e social da Terra de Montes desde a sua fundação no século XII até a exclaustração produzida pela desamortização no século XIX, concretamente no ano 1842, data da sua leilão.

## Situação
O mosteiro situa-se na paróquia de Santa María de Aciveiro, concelho de Forcarei, na Comarca de Tabeirós - Terra de Montes, no montanhoso interior da província de Pontevedra, na Galiza (Espanha).
Está situado no antigo caminho de Vendas de Narón a Folgoso a uma altitude de quase mil metros, perto do antigo caminho que uniria Luco Augusto com a costa pontevedrina atravessando a somidade da Serra do Candán na época romana.
É considerado Monumento Histórico Artístico desde o ano 1931 e, na atualidade, considerado Bem de Interesse Cultural.
A superfície total do recinto é de 46.658 m², dos quais 5.896 m² correspondem propriamente ao edifício cenobial e à igreja anexa, 2.125 m² ao adro do conjunto e 37.629 m² às três fincas de labor agrícola anexas.

## História

### Fundação

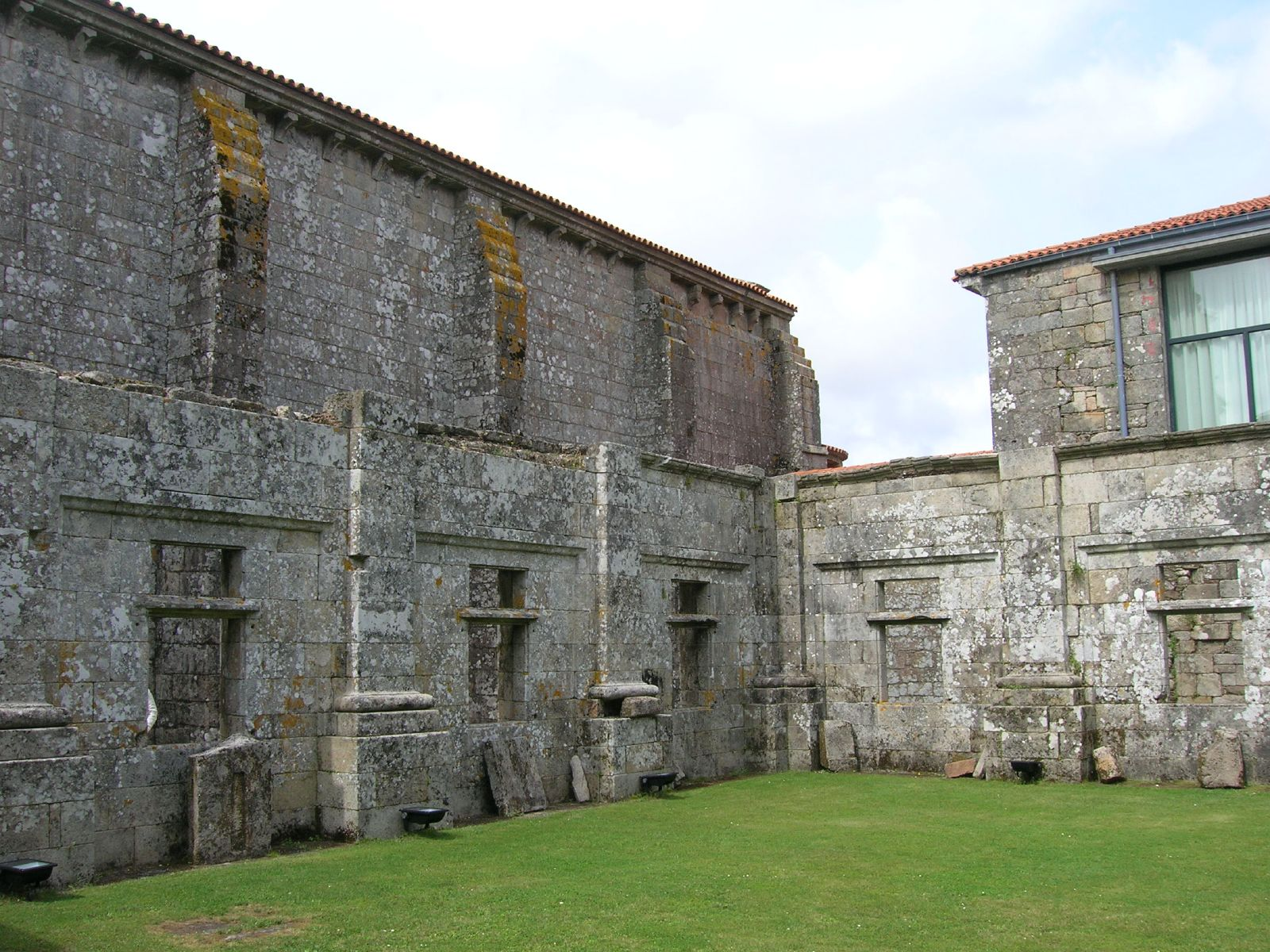
Claustro das procissões adossado à igreja

A data da sua fundação possivelmente seja a documentada no chamado Tombo Grande (1617) do mosteiro, que toma como referência uma inscrição situada na parede sul da igreja monacal que estabelece em 4 de fevereiro do ano 1135 como o momento no que doce religiosos de Claraval pertencentes à Ordem de São Bento, chamados pelo rei Afonso VII, procedem a sua constituição.
A mesma obra põe em relação a fundação do mosteiro com afão fundacional do imperador Afonso VII e ressalta a importância da fundação fazendo finca-pé no número de monges fundadores, doce, que a diferencia doutras fundações similares da época na Galiza que se realizavam com número muito inferior de monges, e que logo chegariam a cifra de 106.
Na confirmação de mosteiros que formavam parte da diocese de Santiago feita em 1154 pelo Papa Anastácio IV figura entre eles este de Aciveiro.
Doutra inscrição da igreja que sinala o ano 1170 parece deduzir-se a data de incorporação da comunidade religiosa à Ordem de Cister, pese a que a interpretação desta inscrição é objecto de distintas interpretações por parte dos historiadores, pelo que na atualidade  a data que se valora como mais segura para sinalar a incorporação ao Císter é a do ano 1225.

### Abaciago

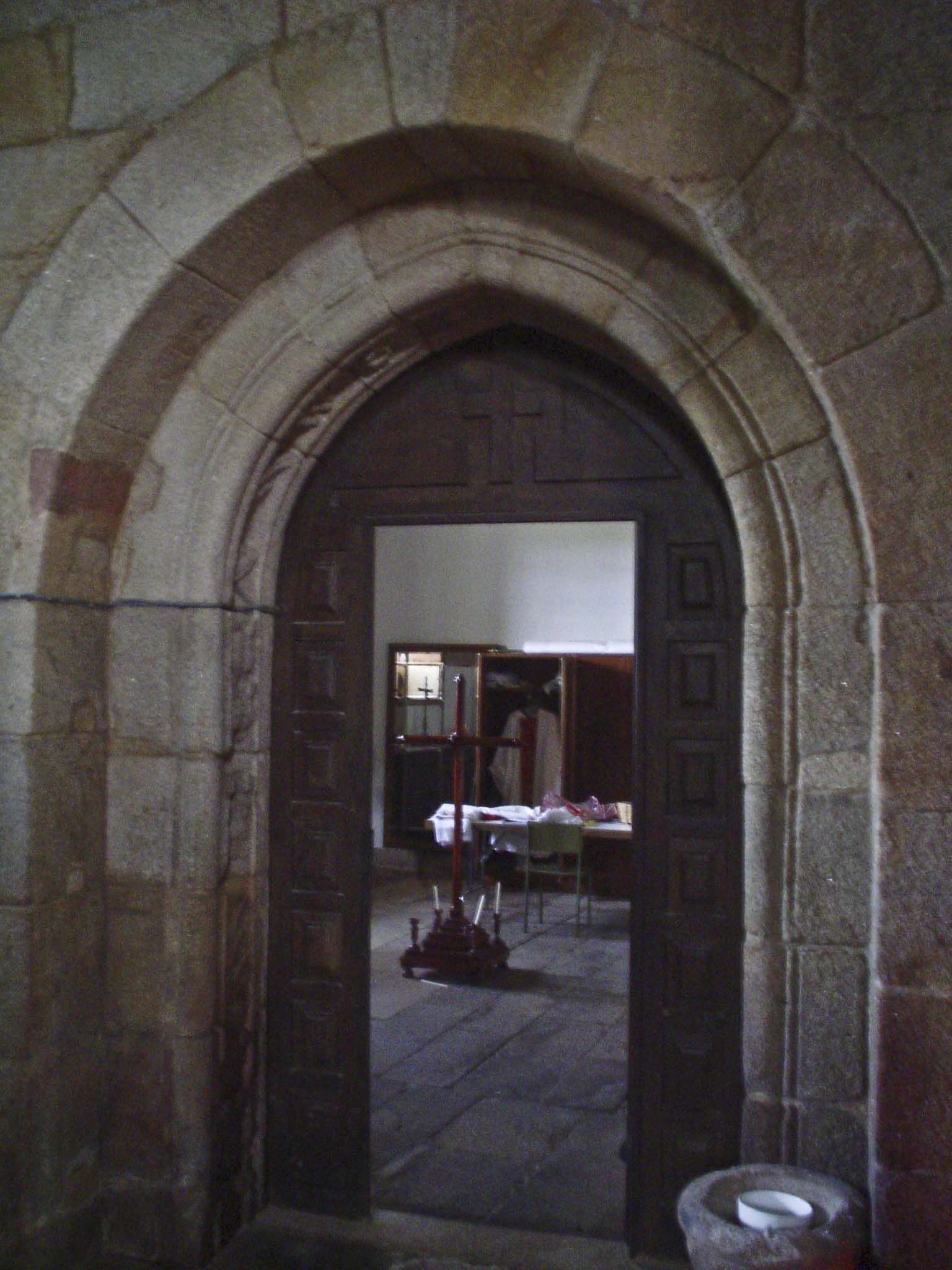
Porta de acesso à sacristia

O seu primeiro abade e fundador foi Pedro, que faleceria por volta de 1160 sucedendo-lhe no cargo Pedro Martínez, nobre galego, possivelmente natural da própria Terra de Montes, e que fixou importantes doações ao mosteiro. Ambos foram pessoas de grande prestígio no seu tempo.
Trala morte de Pedro Martínez sucedeu-o no cargo o abade Xoán (por volta de 1200 ou 1201). Entre 1250 e 1255 morreu Xoán e sucedeu-o no cargo o abade Diego.
A figura mais destacada que deu este mosteiro foi a do abade conhecido como São Gonzalo das Penas, que governou a comunidade desde 1429 até o seu falecimento ao redor de 1475. Depois de sua morte, o povo deu-lhe tratamento de santidade e teceu ao seu redor lendas como a recolhida por Ramón Cabanillas no "O oso de Oseira".

### Encomendas
Desde princípios do século XV a poderosa Casa de Ulloa (daquela, o cabeça de família era Lope Sánchez de Ulloa) converteu-se em encomendeira deste e de outros mosteiros. Estas possessões passaram à Casa de Altamira como consequência do matrimonio entre Vasco Lope de Ulloa e Inés de Moscoso. Este feito contrariou a Sancho Sánchez de Ulloa, irmão de Vasco, pelo que junto com arcebispo Alonso II de Fonseca apoderou-se de todas as terras herdadas pelo 1º conde de Altamira Lope Sánchez de Moscoso. Este pediu-lhe auxilio a Diego de Andrade e obtiveram a restituição de tudo do que foram confiscados quando já se dirigiam a Santiago de Compostela com seu exército para presentar batalha.
Uma figura semelhante a encomenda e que proliferou nessas datas foram os abades comendatários, abades que na maior parte das vezes não residiam no mosteiro e limitavam-se a receber as rendas sem prestar em troca nenhum beneficio ao mosteiro. Exemplo desta figura em Aciveiro foi o bispo de Catania no ano 1493.

### Incorporação à Congregação de Castela

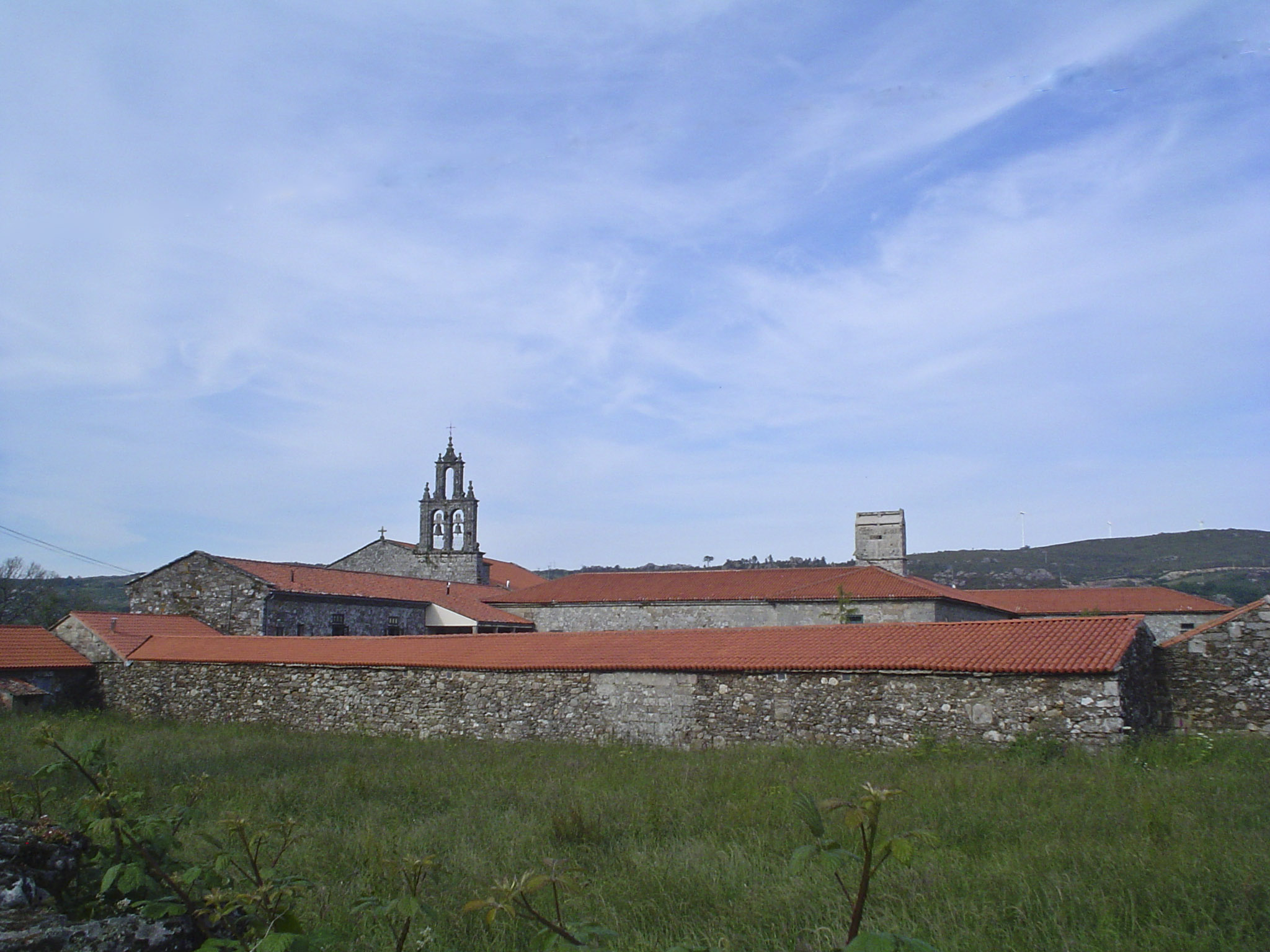
Vista geral das estâncias monásticas

Com incorporação da comunidade no ano 1518 à Congregação de Castela esta figura desapareceu.
Entre os anos 1571 e 1577, regendo a casa frei Ambrosio de Acuña, o mosteiro chegou ao seu máximo esplendor econômico e o maior número de religiosos chegando ao cento deles.
Outro presidente-abade foi frei Martín del Pueyo que regeu a comunidade durante dois trienios (1581 a 1587) e atuou como subprior case vinte anos mais. Durante o seu mandato, ante a falta de espaço, estabeleceu-se a obra de construção do edifício monacal que chegou até nós. Iniciaram-se as obras pela fachada da igreja, que também foi reformada, no ano 1586 e foi mestre de obras Xoán da Fonte, vizinho de Aciveiro.
No ano 1589 os inquisidores de Compostela, ante o temor de que Drake (que cercava A Corunha) atacasse Santiago, trasladaram "os papéis e fazenda" do Santo Oficio a este mosteiro.
Durante toda a sua história o mosteiro manteve uma grande quantidade de preitos relacionados com as suas propriedades e privilégios. Esta quantidade era tal que a comunidade mantinha frades residindo quase sem interrupção em Santiago, Corunha e Valladolid para se ocupar da sua tramitação e defesa dos interesses do mosteiro. Algum dos preitos de maior sona foram um no século XIII contra o Mosteiro de Melón ou outro no século XVII contra o arcebispo de Santiago Xoán de San Clemente, entre os muitos tidos com a de Compostela e o Juiz da Terra de Montes.
Susteve um colégio de teologia moral junto com o mosteiro de Xunqueira de Espadanedo.
Na noite de 7 de novembro do ano 1649 prendeu-se um lume que queimou grande parte do mosteiro incluindo a totalidade da biblioteca. Só o Tombo Grande dos documentos relativos ao mosteiro se conservou. Entre o ano 1797 e o 1800 fechou o colégio sendo mudado a Salamanca e ao Monasterio de la Santa Espina de Valladolid.

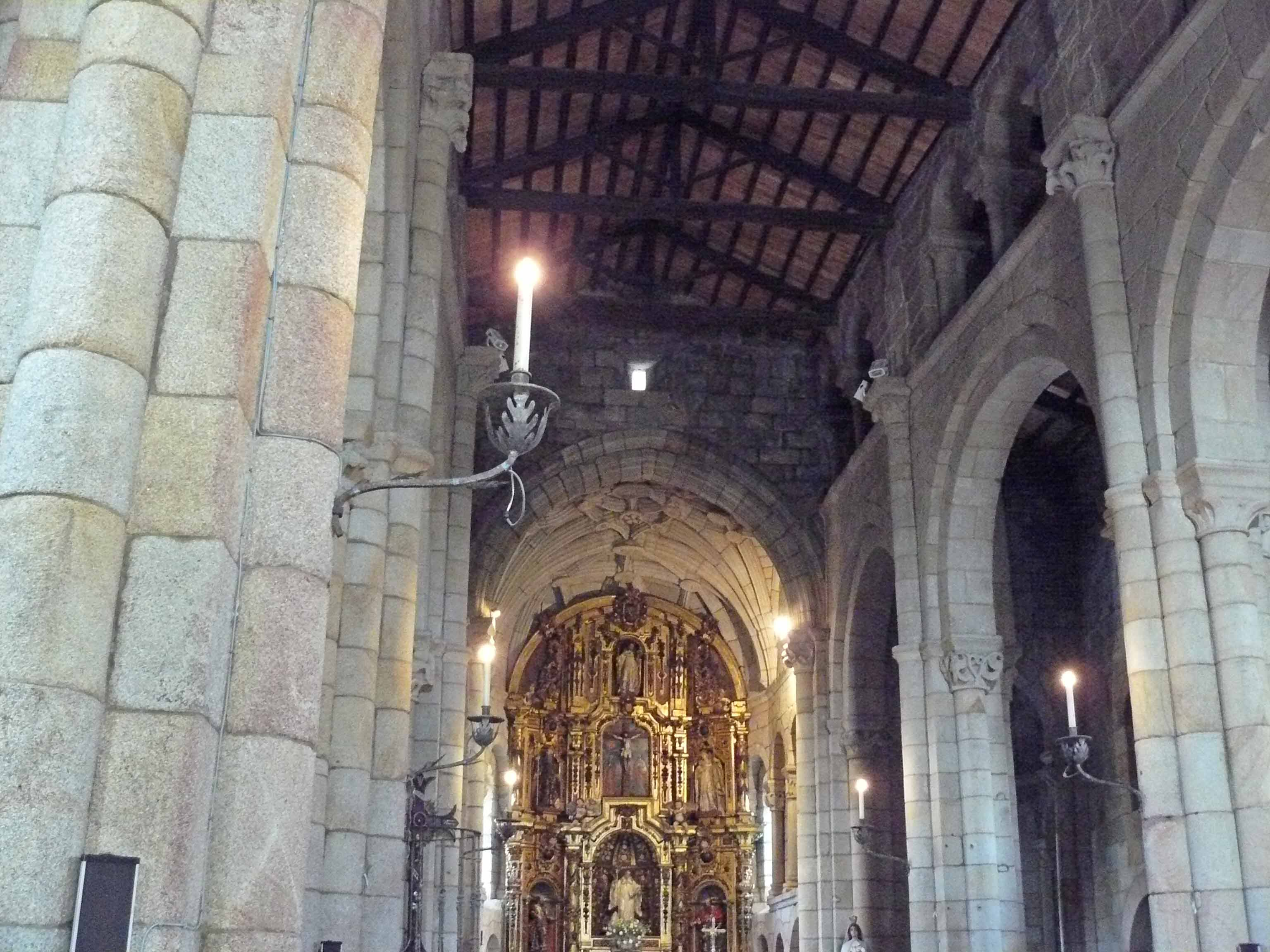
Nave central e capela maior do templo

Em 30 de abril de 1809, no cenário da Guerra Peninsular, o exército francês na procura do chefe de alarmas de Montes queima "tudo e quanto havia de útil na casa e igreja". Depois deste ataque voltaram-se a empreender obras de reconstrução, as quais foram levadas a cabo pelo mestre arquitecto José de Castro Vallejo, que entre 1801 e 1830 trabalhou neste e outros mosteiros galegos.
Um dos religiosos mais prestigiosos do mosteiro foi frei Bernardo Carrasco, que regeu a comunidade entre os anos 1823 e 1826 sendo ao tempo catedrático numerário de língua grega da Universidade de Alcalá de Henares junto com o doutor Dom frei Clemente Barbanejo, catedrático de vésperas na mesma universidade e também membro de Aciveiro.
Durante o Trienio liberal (1821 a 1823) dissolveu-se a comunidade, que em parte se reunificou com a volta do absolutismo. O fim da comunidade chegou a meados do ano 1835 com a desamortização de Mendizabal. No lugar ficaram 3 religiosos co objecto de conservarem os seus bens e mantê-lo em pé. Finalmente no ano 1842 realizou-se a liquidação e leilão do patrimônio do mosteiro.

#### Doações
Desde a sua origem foi objecto de importantes doações reais e da nobreza galega. O escrito mais antigo conservado no ano 1617 era um privilégio datado no ano 1193 outorgado pelo rei Afonso IX pelo que se lhe concedia ao mosteiro a atual vila de San Tomé de Piñeiro no concelho de Marín.

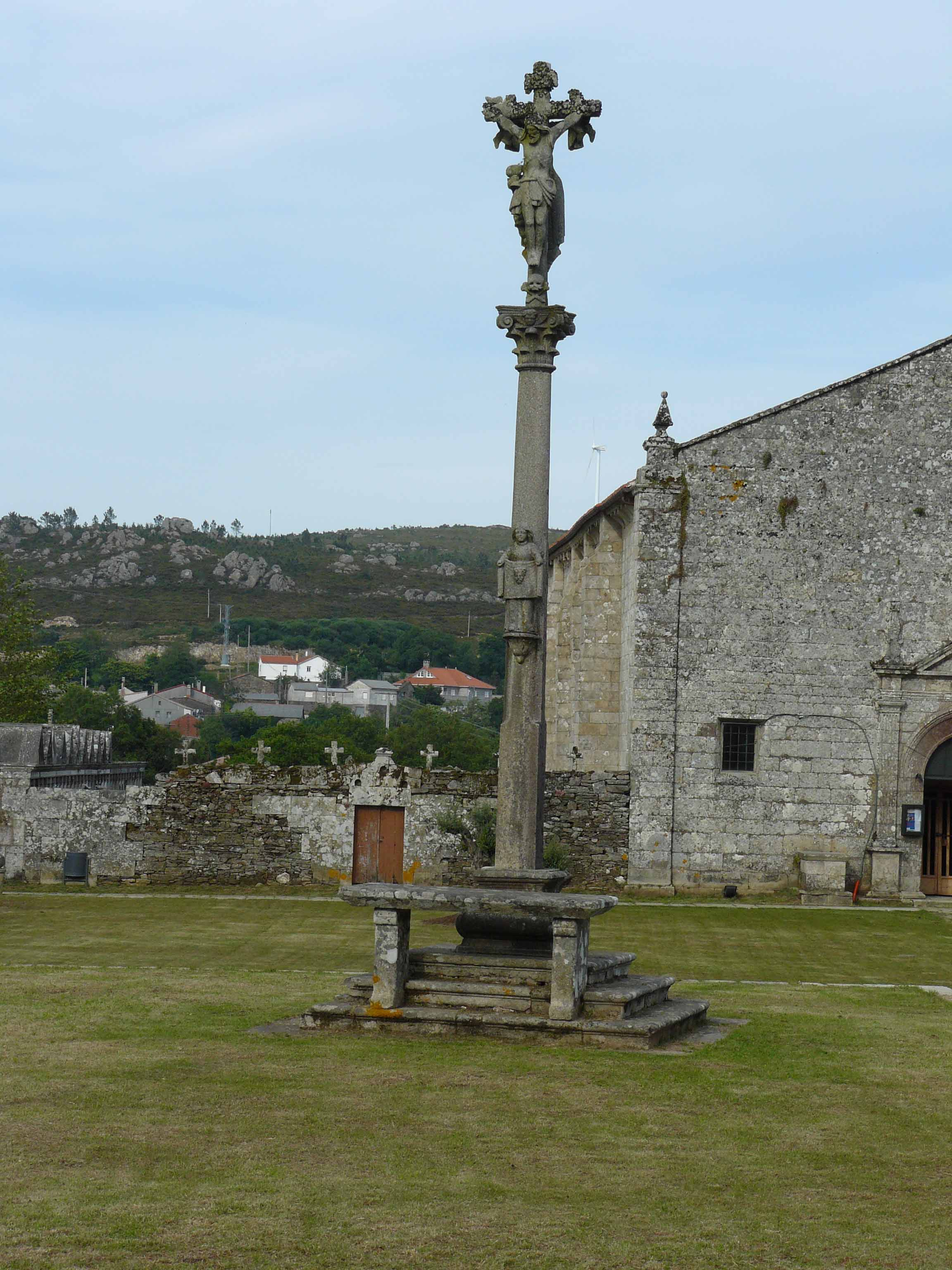
Cruzeiro de Aciveiro

Novos privilégios reais recebeu o mosteiro nos primeiros anos do século XIII. Deste jeito, nestes primeiros tempos do mosteiro os seus bens estendiam-se pelas atuais províncias de Pontevedra, Ourense, Lugo e Leão.
O rei Fernando III também fez novas doações ao mosteiro. De novo por volta de 1275 houve uma doação real das mãos de Afonso X, última doação real conhecida. A partir desta data desconhecem-se novas doações, feito motivado pela falta de documentos, perdidos no incêndio sofrido pelo mosteiro no século XVII e o saque do mosteiro por parte do exército napoleônico em 1809.
Ao mesmo tempo também foi objecto de importantes doações particulares de nobres. Algumas das mais importantes são a feita por Urraca Fernández, filha do conde Fernando Pérez de Traba, em 3 de agosto do 1237; a feita por Teresa Yáñez de Deza, mulher de Alonso Suárez de Deza, em 10 de março de 1262 que a mais encomenda ser sepultada no mosteiro; a de Bernardo, bispo de Badajoz e que fora cónego de Santiago, em 29 de abril de 1306 que doa bens que tinha em Arzúa; ou as feitas pela família dos Churruchaos, como a de Aldonza Fernández Churruchao, nai de Afonso Pérez Gallinato (o assassino de Suero Gómez de Soutomaior), que manda ser sepultada no mosteiro ao mesmo tempo que lhe doa bens, doação à que lhe seguiram várias dos seus filhos.

## Poder econômico e jurisdicional

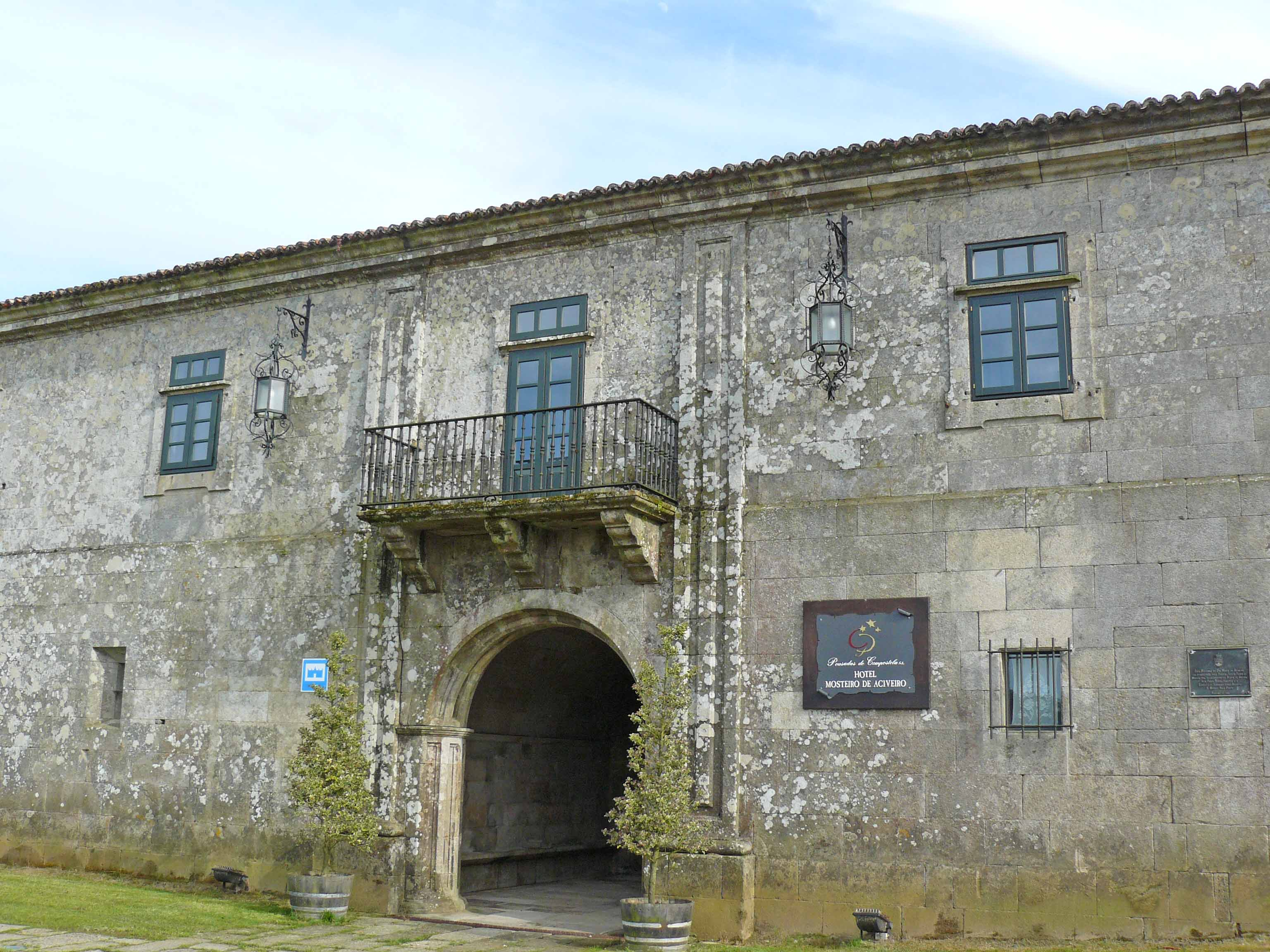
Fachada de entrada ao mosteiro

O mosteiro era considerado entre o grupo de mosteiros economicamente modestos, junto com o de são Clodio do Ribeiro, Xunqueira de Espadanedo ou Penamor. As extensas posses do mosteiro incluíam cotos, terras aforadas, encomendas, benefícios paroquiais, granjas, neveiras (estabelecendo-se obrigas para juntar a neve e acarreá-la até as neveiras), gado, etc.

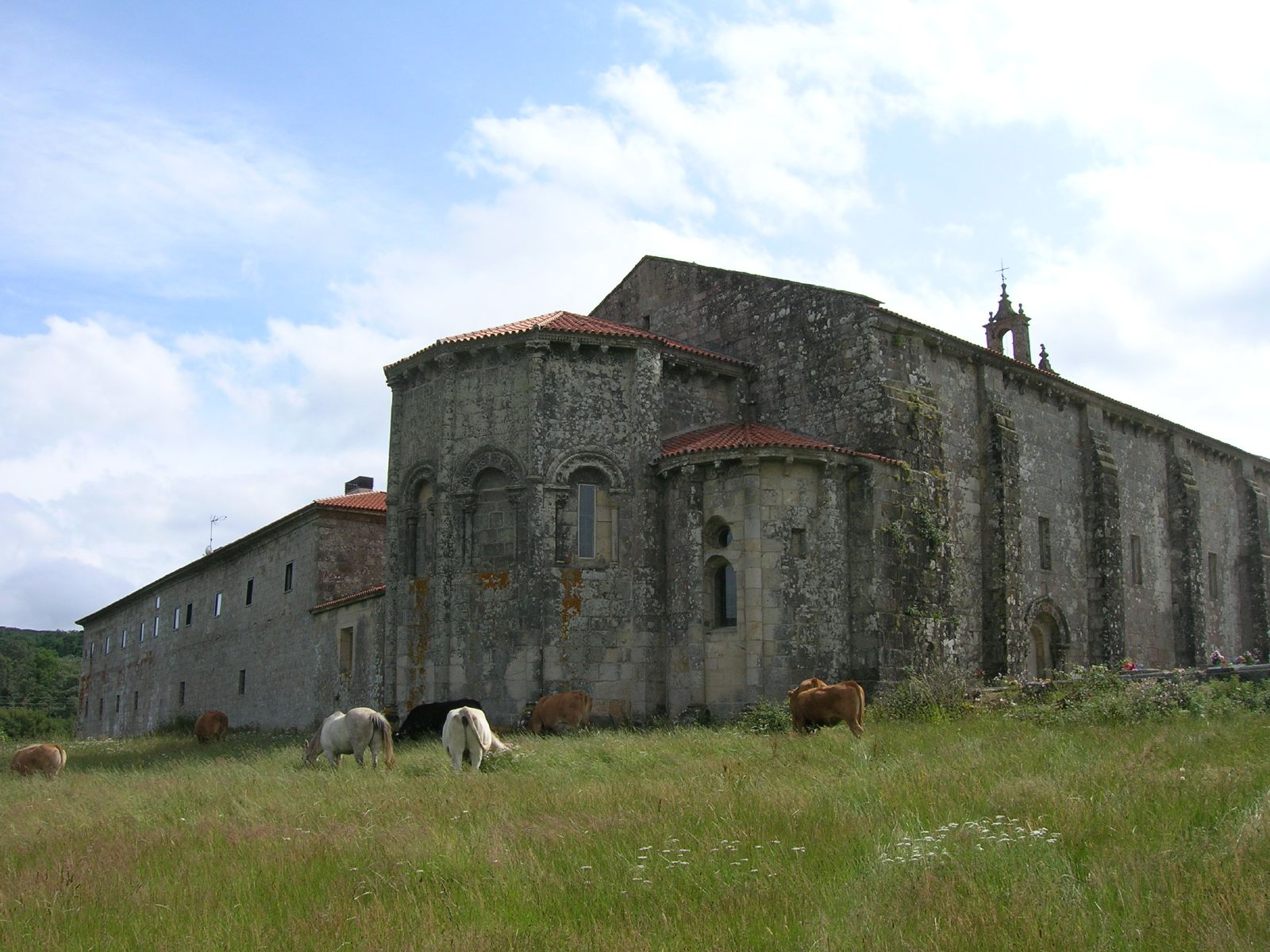
Cabeceira românica da Igreja

Sobre as encomendas o mosteiro tinha poderes plenos no âmbito civil, criminal, eclesiástico e econômico. O fato de que a maioria das posses se encontravam na Terra de Montes, e de que estas se encontravam na jurisdição da Mitra Compostelana, propiciou que estes direitos foram objeto de muitos pleitos com os arcebispos de Santiago. Esta luta terminou no século XVII quando os tribunais falharam a favor da mitra compostelana, despojando ao mosteiro de todos os poderes salvo do econômico.
O gado era um dos pilares econômicos da comunidade. Por meio de concertos com as freguesias e comarcas limítrofes controlavam tanto o gado doméstico como o bravo que vivia em liberdade, como também o uso dos pastos, já que do privilégio do seu uso só contavam os vizinhos de Aciveiro, Pereira e Dúas Igrexas.
Acurralando o gado no claustro de entrada do mosteiro, com a colaboração dos vizinhos das encomendas, realizavam um controlo efetivo sobre os animais que se encontravam nos seus montes e encomendas. A importância destes atos fez que o arquivista do Tombo Grande de 1617 deixara por escrito instruções para fazer destes curros um feito menos violento que o que acontecia habitualmente.
Complementava a exploração das fragas e devesas, estando proibida a corta de lenha sem licença do mosteiro.
Um dos serviços mais necessários para o mosteiro, e pelo tanto do qual se conservam maiores referências, era o transporte de vinho desde as vinhas que possuía na ribeira do Avia. Para satisfazer esta necessidade tinham estabelecidas uma série de obrigas para transportar o prezado líquido aos moradores das encomendas, que se viam obrigados a elas por diversas causas: por ração de senhorio, antiga vassalagem, direitos de foro ou em compensação pelo desfrute dos bens do mosteiro, nomeadamente o direito a que o gado pudesse pastar nos montes propriedade do mosteiro.
As neveiras propriedade do mosteiro nos montes do Candán também foram uma fonte importante de renda, ao contrário dos outros mosteiros do císter galegos que não comerciavam com o produto das suas neveiras. Comerciavam com a neve surtindo as cidades galegas e levando-a a outras cidades do interior do planalto. Durante o século XVII o mosteiro perdeu a exclusividade fortemente protegida e começaram a proliferar neveiras pertencentes a particulares e a outras instituições, como o Cabido de Santiago ou a Audiência da Corunha, pelo que as neveiras do mosteiro perderam muito do seu valor.

## Descrição

### A igreja

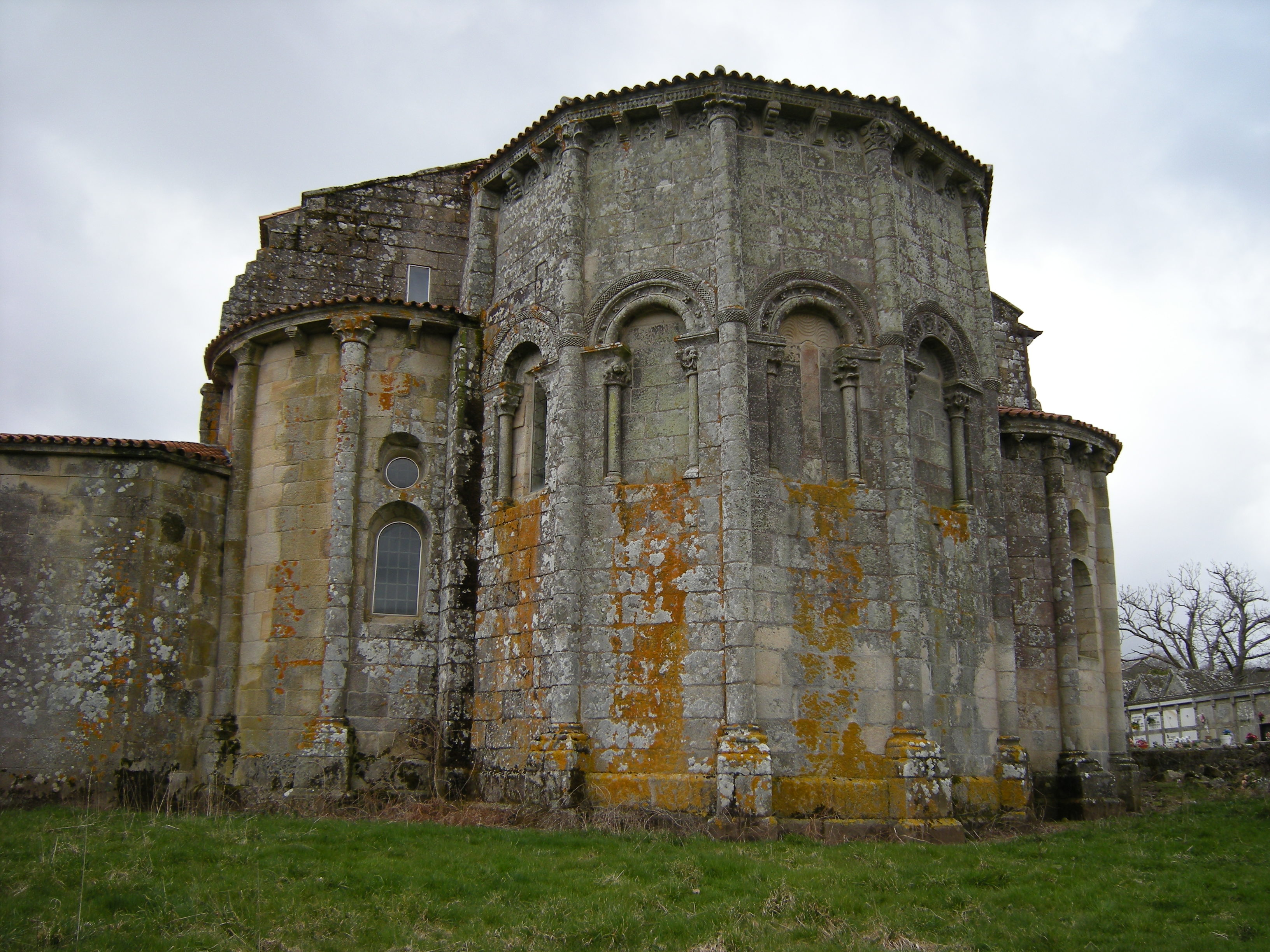
Ábsidas do mosteiro

É uma igreja de três naves e três absides e configura-se como uma amostra exemplar da arquitetura do românico galego. Conserva sua fábrica original de um românico tardio e caracterizado pela escassez ornamental. Tem como fonte de inspiração a Catedral de Santiago de Compostela. Desconhece-se a data de início das obras (que começariam como era costume pela cabeceira). Foi objeto de importantes restaurações entre as que se encontram as dos anos 1606, 1759 e 1911.

#### Exterior
No muro norte conserva-se a única porta da antiga fábrica românica que chegou a nossos dias. Compõe-se de duas séries de arcos e colunas, uma delas estriada, e capitéis historiados. As arquivoltas adornam-se com cadeias, estrelas caladas, flores e xadrezado.

##### Absides
Os absides laterais são semicirculares para o exterior e em pentágono irregular ao interior, a central é pentagonal. As laterais são de menor dimensão que a central também mais alta, e têm menos decoração. A abside meridional descreve três quartos de círculo, carecendo de trecho reto. A abside central compõe-se de um trecho reto limitado a oriente por um contraforte e a parte pentagonal.
A abside central possui semelhanças com a igreja bernarda de Penamor. Divide-se em cinco trechos separados por colunas entregas. de bases áticas com garras, fustes de quinze semi-tambores e capitéis vegetais entre duas pilastras quadrangulares. Em cada um deles abre-se uma janela de arco semicircular com arquivolta sustentado por um par de colunas, umas de capitéis e bases entregas e outras só acaroadas. A cornija sustém-se por cachorros de diversa tipologia com estrelas e círculos calados e uma faixa xadrezada que rodeia pela metade tudo o conjunto. Os capitéis são diferentes vegetais, de arquivolta em arista...

##### A fachada

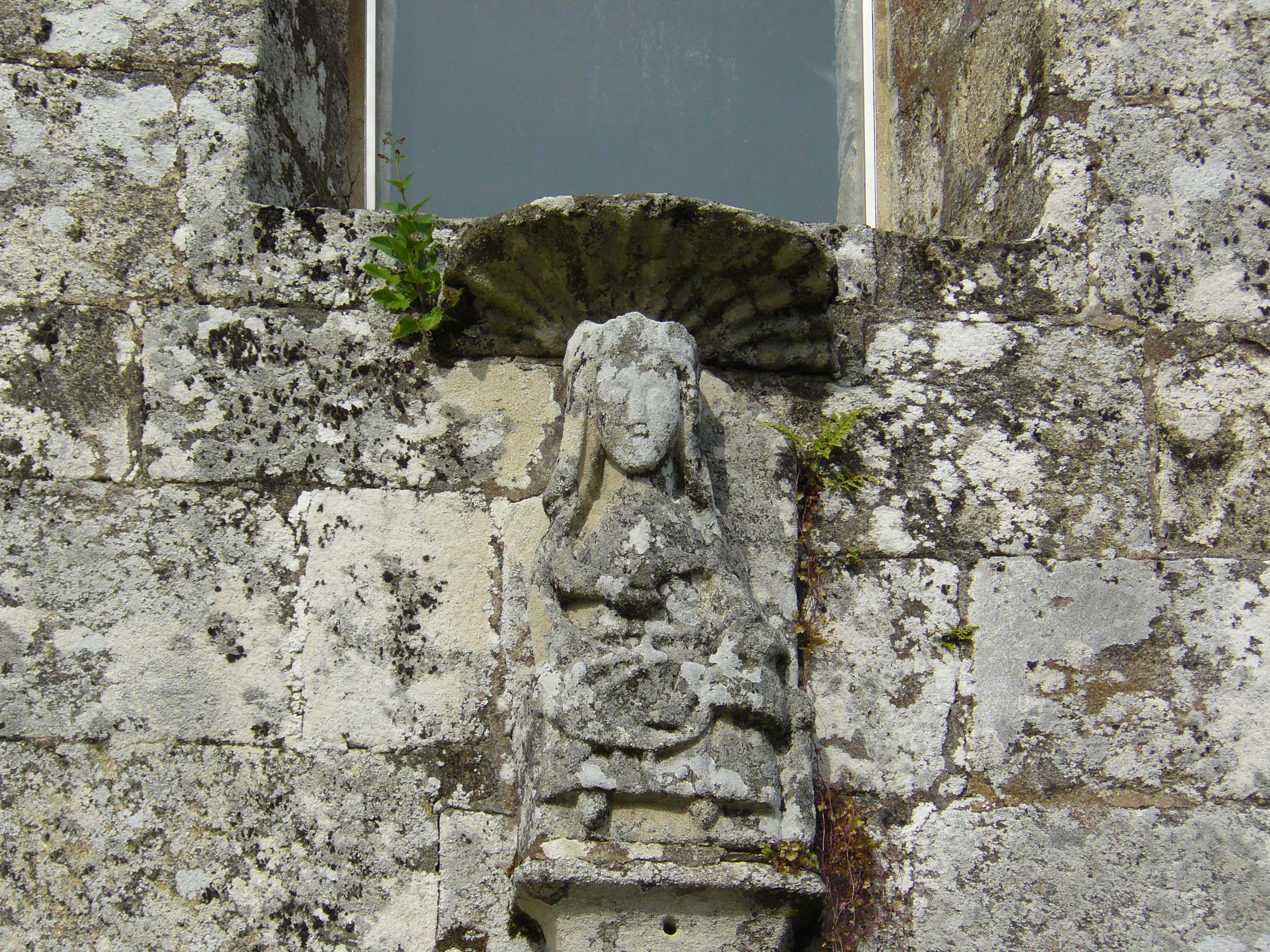
Virgem situada na portada do templo

A fachada do templo foi totalmente refeita não conservando nada da sua fábrica românica. Caracteriza-se pela sua sobriedade. Sua construção foi terminada em 1792 e sobre o tímpano destaca uma antiga imagem da Virgem com a criança no regaço. Sobre ela abre-se um vão quadrangular afunilado. A fachada remata-se com uma cruz sobre um pedestal e a esquerda do conjunto situa-se o campanário com uma espadana composta de dois corpos, que foi restaurada em 1911 ao ter sofrido graves danos por um raio em Janeiro do ano 1900.
Frente à fachada, na explanada encontra-se um cruzeiro, obra do natural de Quireza Francisco Ferreiro em 1893, no qual se representa a figura do Redentor, uma Verônica e no reverso a Imaculada Concepção sustentada por anjos.

#### O interior

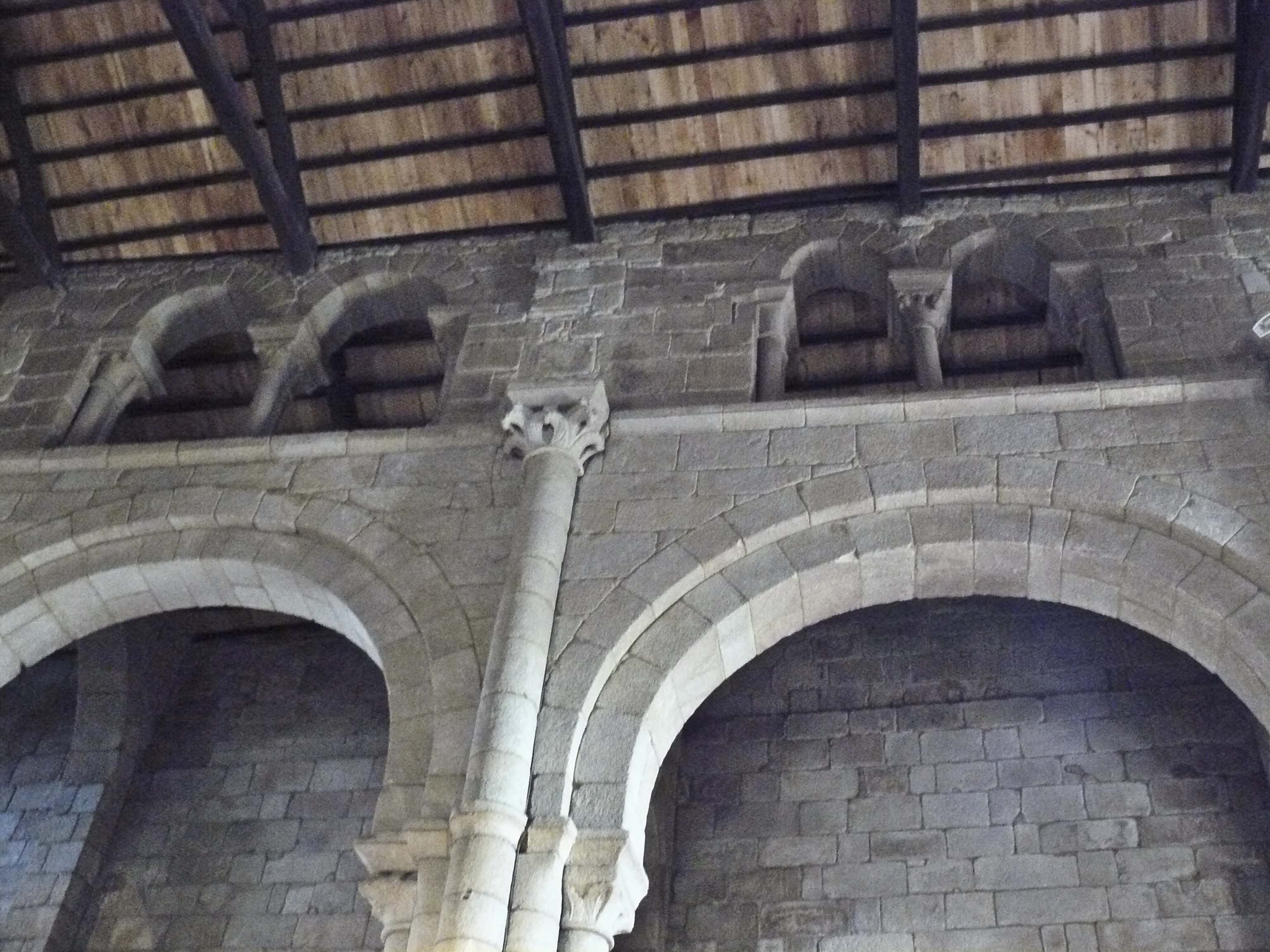
Detalhe do falso trifório da nave central

De planta basilical, divide-se em três longas naves, com a central mais larga que as laterais, e que se alçam a grande altura, suportadas por pilares quadrados com uma coluna acaroada e coroadas por capitéis de simples ornamentação vegetal, a imagem dos pilares da Sé compostelana. Destaca-se a existência de um trifório, elemento arquitetônico nada usual no românico galego da ordem.
A nave central tem 36 metros de comprimento e aproximadamente 12 de altura. As naves cobrem-se com um telhado com armação de madeira. As janelas configuram-se com arcos de meio ponto sustentados por duas colunas com capitéis com diversas representações (touros, patos, cavalos e monstros alados com cabeça de leão, etc.).
As colunas decoram-se com capitéis de muito variada temática. Neles representam-se figuras antropo morfas, motivos vegetais e seres monstruosos e mitológicos como leões alados.
O falso trifório que forma o alto da nave central compõe-se de colunas gêmeas formando uma galeria de dupla arcada.
O templo abre-se para o exterior por meio de oito vãos não pertencentes à fábrica original românica, senão a reformas posteriores.
A porta da sacristia é de arco apontado e destaca pela sua ornamentação vegetal, geométrica e com representações de animais e figuras humanas, entre as quais destaca um demônio com orelhas de asno.
A testeira compõe-se de três absides, sendo a central pentagonal, e circulares as laterais.

##### Capela e retábulo maior

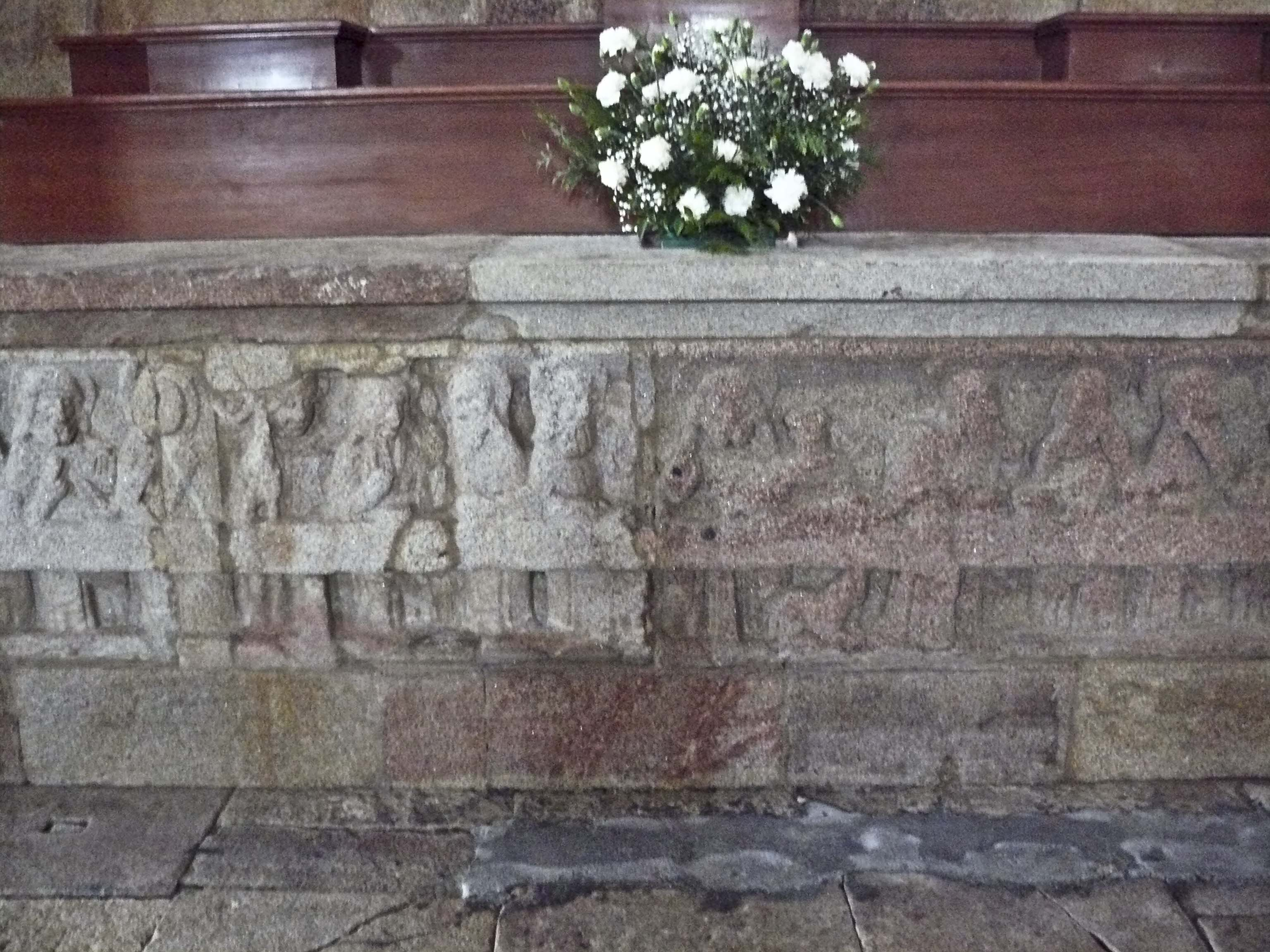
Representação da Última Ceia num possível altar românico

A capela-mor cobre-se com uma abóbada estrelada de estilo gótico datada no século XVI. Um arco formeiro moldurado dá acesso a esta capela. Dão luz cinco janelas românicas. Compõe-se por duas arcadas de três arcos. Os capitéis apresentam simples motivos vegetais e geométricos. A abóbada apresenta nas suas chaves florões e escudos de diversa tipologia. Na chave central destaca-se o escudo do mosteiro: braço com manga de cogulha com o báculo abacial na mão e flanqueado por duas flores de lis e sob eles uma mitra e dados.
No seu interior está o altar maior. O retábulo é de feitura barroca e é obra de Miguel de Romay. Compõe-se de três corpos. No primeiro encontramos a imagem da Virgem e São Pedro e São Paulo. No segundo, no centro, um calvário e a ambos os lados São Bernardo e São Bento de Núrsia vestidos com atributos abaciais, atribuídos a Ferreiro. No terceiro corpo, o superior, a imagem de São Tomé, segundo padroeiro da casa, e no centro um grande escudo do mosteiro. 
Também conserva o altar românico. Na mesa do altar conserva-se um alto-relevo que se lhe acrescentou de frontal. Provavelmente sua origem esteja no século XVI. Representa à Última Ceia e na atualidade encontra-se fragmentada. Semelha ser os restos de um antigo retábulo ou baldaquino e apresenta várias similitudes com uma peça de Ribas de Sil.

##### As capelas laterais
São capelas circulares cobertas com Abóbada de berço. A do evangelho está dedicada a São Bento e a da epístola a São Bernardo, a primeira com o arco adornado com estrelas caladas, flores cruciformes e diversa ornamentação geométrica. Adornam-se com retábulos de idêntica feitura. Três grandes janelas dão luz às capelas.
No século XVII a obra ameaçava ruína, motivo pelo que se reforçou com contrafortes. Já em 1911 fizeram-se obras de consolidação do muro Sul do templo. A princípios da década de 1970 o templo foi restaurado por Patrimônio Artístico Nacional.

##### Enterramentos

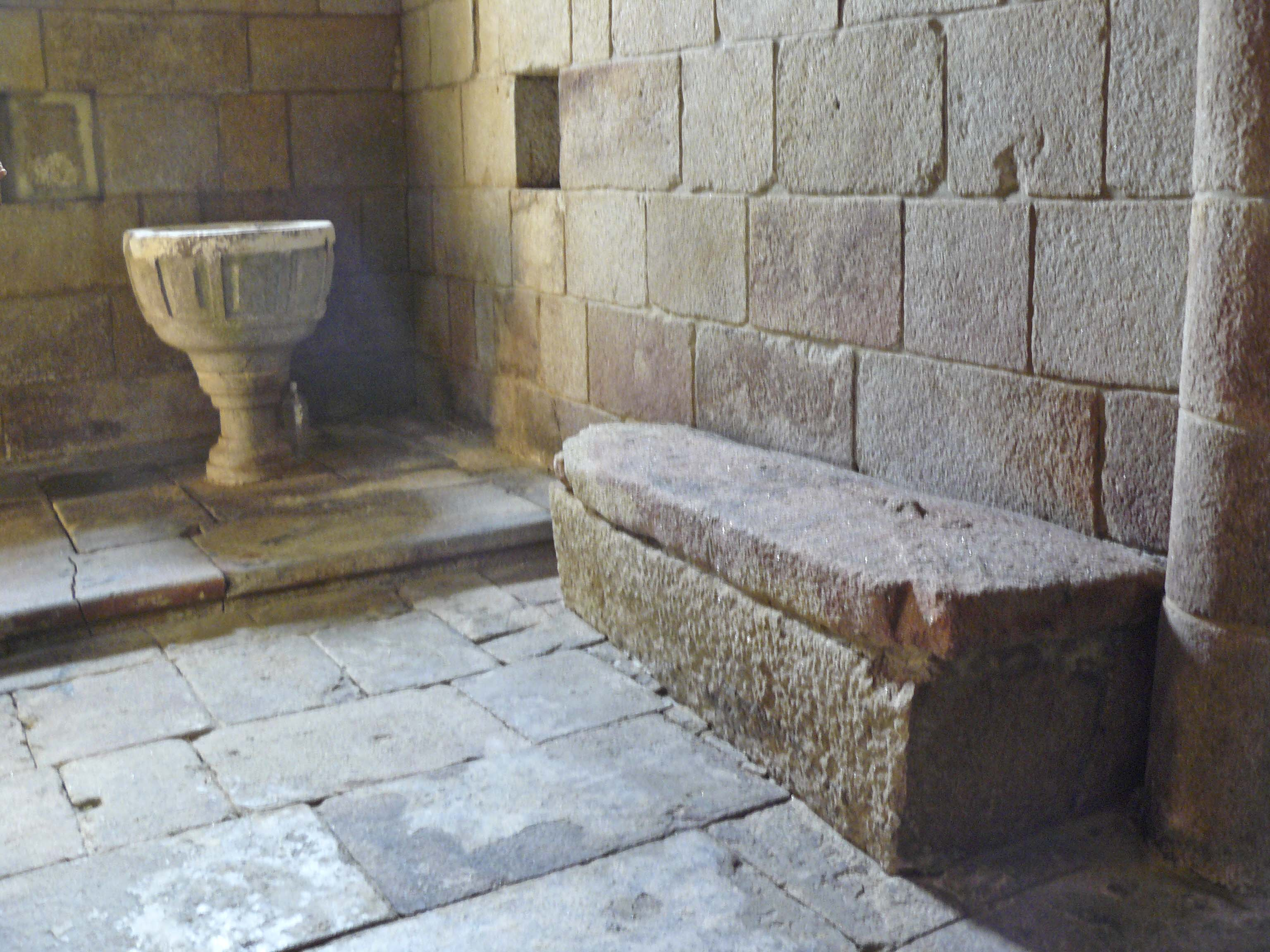
Lapida sepulcral situada na nave esquerda

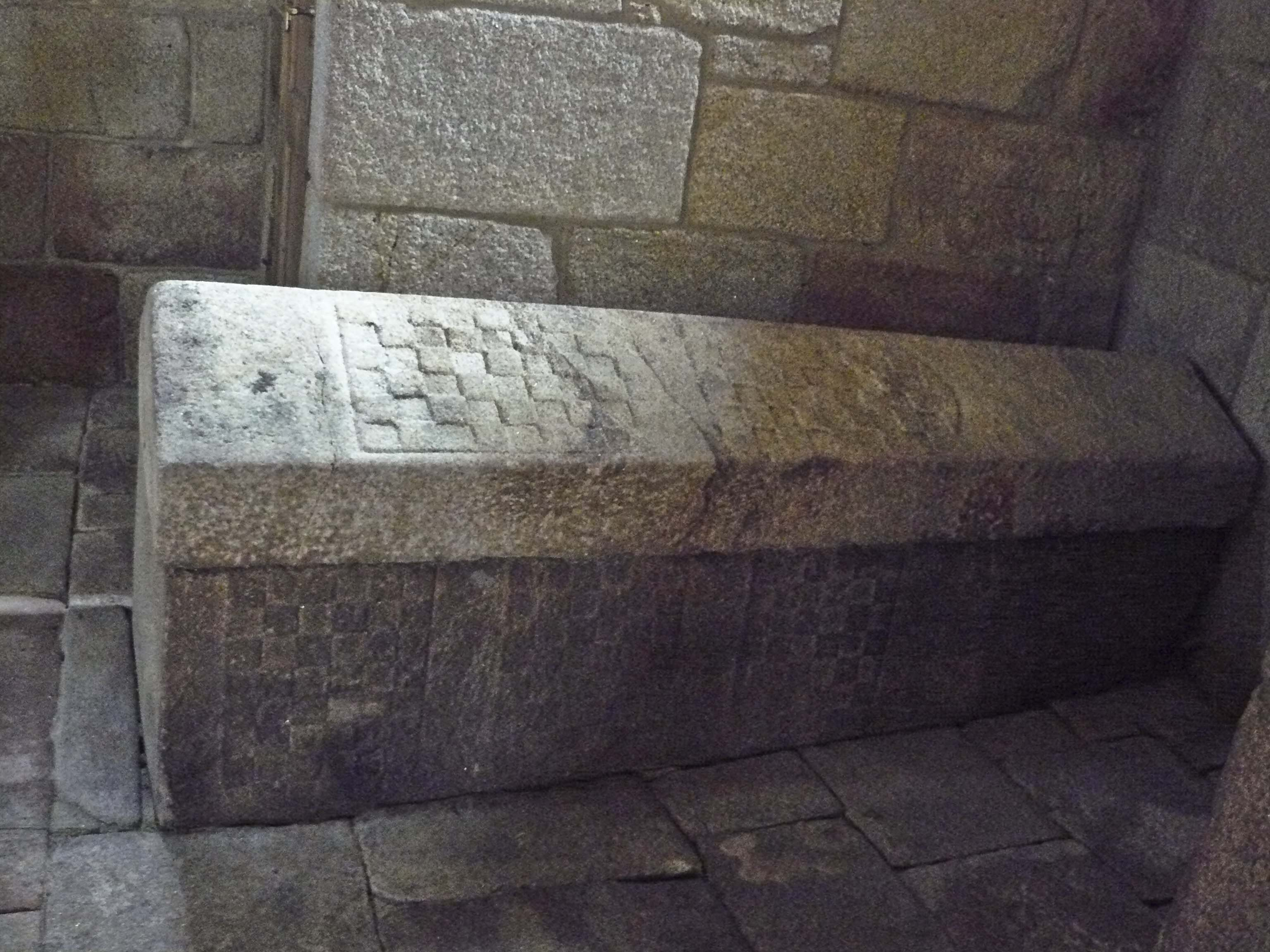
Sepulcro com lavras heráldicas dos Bermúdez de Castro

O templo, junto com o do Mosteiro de Carboeiro, serviu de panteão da nobreza das Terras de Montes, Deza e Trasdeza.
Entre essas famílias a casa dos Camba dos Turrichao ou Churruchaos tinham nele capela própria, a chamada de Dom Álvaro.
Dos muitos enterramentos que acolheria este templo só dois se conservam:
- Um primeiro situado na nave da esquerda, que é de tipo estola e que na sua tampa tem gravura um estilizado báculo. A tradição sinala-o como o pertencente ao abade Gonçalo das Penas (século XV), dado não compartilhado por Antonio Rodríguez Fraiz que o vincula ao primeiro abade do mosteiro, o abade Pedro.
- O segundo sepulcro também carece de inscrições e decora-se com lavras heráldicas com xadrezados próprios da família Bermúdez de Castro e pode datar-se no começo do século XVII.

### O mosteiro
Das primitivas edificações apenas ficam amostras, já que as reformas realizadas desde a metade do século XVI até o ano 1813 fizeram-nas desaparecer.
A atual residência paroquial conserva-se em bom estado, fazendo ângulo reto com a fachada da igreja. Esta residência possui um pórtico de acesso de estilo clássico e uma varanda de ferro fundido apoiado sobre mísulas. Dois claustros fazem parte do conjunto: entrando pelo pórtico, encontramos o claustro do curro.

#### Os claustros
O claustro do curro é retangular e de grandes dimensões. Servia como lugar de recepção dos frutos, eira de malhar e como lugar para acurralar o gado que pastava nos montes das encomendas do mosteiro. Nele se encontra uma fonte datada em 1802. À sua direita observa-se o acesso às cortes, galinheiros e moradias dos pastores e pessoas ao serviço do mosteiro. À esquerda pode-se ver um passo (trecho abobadado com abóbada de meio canhão) que leva às dependências monacais e ao claustro baixo, e chega a uma dependência que comunica com a escada de acesso a planta alta e outras duas portas que levam ao claustro baixo e a outros departamentos.
O claustro processional é uma obra realizada na segunda metade do século XVIII. É o melhor conservado. De traça clássica, fecha-se com muros de cantaria de pedra lavrada adornados com pilastras quadrangulares e uma imposta que marca a planta, e remata-se com uma cornija com gárgulas nos esquinais. Nele os canteiros deixaram as datas de remate das obras (a Sul em 1760 e a oeste em 1769).

#### Outros departamentos

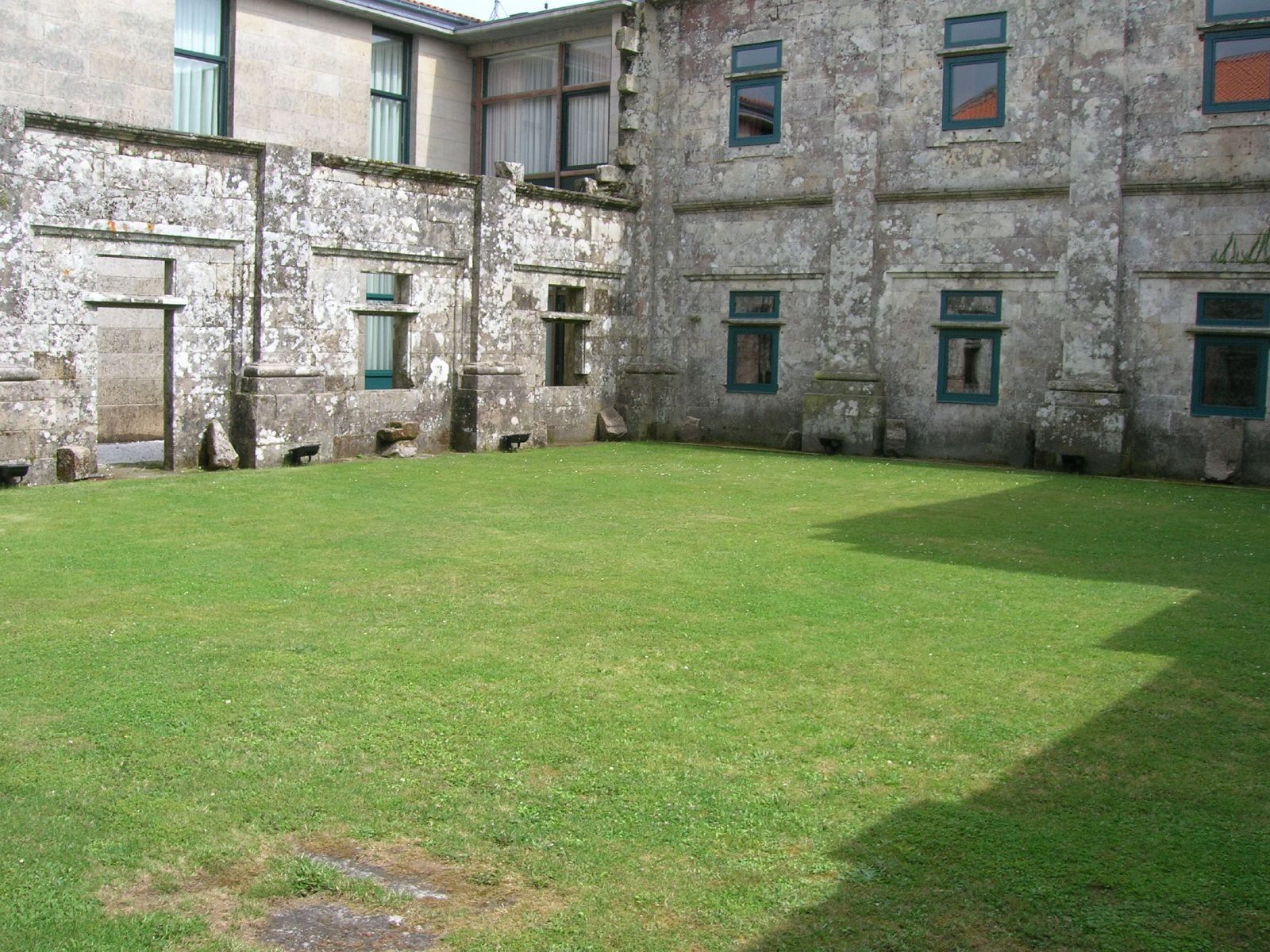
Restos do claustro das processões

A cozinha é uma das peças melhor conservadas. De planta retangular, abre-se ao exterior por meio de duas janelas e cobre-se com uma abóbada. Destaca nela a chaminé. Contava com água corrente, despensa e torno com o que comunicava com o refeitório. Rematou-se em 1801.
O refeitório data do ano 1802 e ao seu junto encontram-se as cortes cobertas com abóbada de meio canhão e que conserva o piso empedrado com as canalizações de evacuação do zudre e oito comedouros de pedra.
Outro dos departamentos a salientar é o grande salão, possível sala do Capítulo. Trata-se de uma obra do século XVI e que apresenta três portas de acesso e à que dá luz sete vitrôs.
No corredor do claustro baixo encontra-se uma porta românica de finais do século XIII deteriorada por modificações posteriores e que dá acesso ao capítulo, uma das estâncias mais grandes do mosteiro e que nos seus muros conserva restos românicos das primeiras edificações do mosteiro.

## Situação atual
Na atualidade, o templo esta em bom estado de conservação e permanece aberto ao culto, podendo ser visitado. As estâncias monacais foram restauradas no ano de 2005 e convertidas em um Hostal-Monumento a "Hospederia San Gonzalo das Penas", com três estrelas de categoria, sendo a sua visita muito dificultosa.

### Outros artigos
- Mosteiro
- Anexo:Lista de mosteiros e conventos da Galiza

### Bibliografía
- (em galego)RODRÍGUEZ FRAIZ, Antonio (2005). O Mosteiro de Aciveiro. Terra de Montes. [S.l.]: Deputación Provincial de Pontevedra. ISBN 84-8457-220-X (É unha nova edición da obra, que é do ano 1973).
- (em castelhano)BANGO TORVISO, Isidro Gonzalo (1979). Arquitectura románica en Pontevedra. [S.l.]: Fundación Pedro Barrié de la Maza. ISBN 84-300-0847-0
- (em castelhano)CHAMOSO LAMAS, M. (1979). Galicia. [S.l.]: La España Románica, V. II, Madrid.
- (em castelhano)MARTÍN GONZÁLEZ, J. J. (1964). Iglesias inclinadas de Galicia. [S.l.]: A.E.A., T. XXXVIII, Madrid.
- (em castelhano)TORRES VALVAS, L. (1960). Naves Cubiertas con armadura de madera sobre arcos perpiaños a partir del siglo XIII. [S.l.]: A.E.A., T. XXXIII, Madrid.